# アンソニー・ゴールドストーン
アンソニー・ゴールドストーン（Anthony Goldstone, 1944年7月25日 - 2017年1月2日 ）は、イギリス出身のピアニスト。

## 経歴
リヴァプールの生まれ。マンチェスター王立音楽院でデリック・ウィンドハムに師事し、マリア・クルチオの薫陶も受けた。1965年にジョン・バルビローリの指揮するマンチェスター王立音楽院管弦楽団の演奏会でデビュー。1968年にミュンヘンとウィーンの国際コンクールに入賞し、1969年にロンドンで初公演を開いてピアニストとしての名声を確立した。
1978年には室内音楽集団のミュージシャンズ・オヴ・ザ・ロイヤル・エクスチェンジを設立し、夫人のキャロライン・クレモウとのピアノ・デュオをはじめとする室内楽の分野で演奏活動を展開している。教育者としては、1973年から母校のマンチェスター王立音楽院の講師を務めた。

## 註
| スタブアイコン | サブスタブ | この項目は、まだ閲覧者の調べものの参照としては役立たない、人物に関連した書きかけの項目です。この項目を加筆・訂正などしてくださる協力者を求めています（P:人物伝/PJ:人物伝）。 |